# Сунь Инша
Сунь Инша́ (кит. упр. 孙颖莎, пиньинь Sūn Yǐngshā; род. 4 ноября 2000 года в г. Шицзячжуан пров. Хэбэй, КНР) — китайская спортсменка, игрок в настольный теннис, трёхкратная олимпийская чемпионка, многократная чемпионка мира в различных разрядах, обладательница Кубка мира.

## Биография
В 2014 году в возрасте 13 лет Сунь Инша одержала победу в одиночном разряде на первенстве Азии в Мумбаи в категории девушек до 15 лет.
Первую победу в одиночном разряде на этапах «ITTF World Tour» Сунь Инша одержала в 2017 году на Japan Open в Токио. В этом же году она была включена в состав национальной китайской сборной, а в июле 2017 года впервые вошла в десятку сильнейших игроков мира по версии ITTF.
В 2019 году Сунь Инша одержала победу в парном разряде на чемпионате мира 2019 года в Будапеште.
В феврале 2022 года Сунь Инша впервые вышла на первую позицию в мировом рейтинге ITTF.
В марте 2023 года Сунь Инша на турнире «Singapore Smash 2023» выиграла все три возможные золотые медали — в смешанном, парном и одиночном разрядах, а в мае, на Чемпионате мира в Дурбане, впервые в своей карьере стала чемпионкой мира в одиночном разряде.

## Стиль игры
Сунь Инша играет правой рукой европейской хваткой в атакующем стиле.